# AirHelp
AirHelp（エアヘルプ）は 、 一サービスとしての司法を扱う企業であり、航空会社の乗客が欠航、遅延、過剰予約に見舞われた場合に補償を受ける手助けをする法律サービスを行っている。

## 概要
航空会社の乗客は、航空機が遅延したり欠航になった場合、移動距離や遅延時間の長さによって補償として250ユーロから600ユーロの支払いを受ける権利がある。
AirHelpが運営開始9カ月で数千件の補償手続きを成功させてから、デンマーク国内の航空会社で構成される業界団体であるデンマーク航空協会(Dansk Luftfart)は補償申請の増加に対する懸念とそれが運賃の引き上げに繋がる可能性を認めた。
しかしながら、EU域内ではRegulation 261/2004EUの認可を得て運行する航空会社を利用してEU加盟国から出国する場合もEU加盟国に入国する場合も、3時間以上の遅延に見舞われた旅行者には補償を受ける権利が生じることがある。これらの規定はEU域外の国民にも適用され、補償は過去５年に遡って申請することができる。例としてイギリスのマンチェスター空港を見ると、同空港単体で総額数千万ポンドにのぼる補償手続きが申請されずにいる。
AirHelpのウェブサイトや、スマートフォンのアプリ、フェイスブックのページから利用者は自分が補償の対象かどうかを確認することができる。利用者はAirHelpに同社が言うところの‘無成功無報酬’の契約で請求の代行を依頼することが可能である。依頼請求が認められた場合、AirHelpは補償金額の確定額のうち25%を成功報酬として請求する。
AirHelpによると、同社は大量の空港や天候、運行に関する情報に基づき、多方面の情報源から法的内容を充実させる「自動航空機遅延費用等補償テクノロジー」によって請求過程の簡潔化を追求している。この過程で同社は旅行者が消費者の権利を活用できるようにすると共に、結果として航空会社による顧客サービスが向上することを目指している。
サービス提供はイギリス、ドイツ、オランダ、イタリア、スペイン、ポーランド、スウェーデン、ノルウェー、デンマークで行われており、同社によれば35カ国で25万人以上の利用実績があるという。

## 歴史
AirHelpは2013年１月に現在のCEOであるHenrik Zillmer、同じくCMOで以前はMoshi Monstersに勤めていたNicolas Michaelsen、Greg Roodt(現CTO)によって設立された。後にこの創業者3人にPoul Oddershede (CFO)とJennie Tostが加わった。
Skype 初期の投資家で起業家のMorten LundがAirHelpの取締役会を率いている。
同社はTechCrunchで、世界でも著名なシリコンバレーのインキュベーターであるYコンビネータの部門で2014年冬の新規企業として紹介された。
2014年の初春、AirHelpはアメリカ合衆国でサービスの提供を始めた。５月初旬、年一度のTech Crunch主催のイベントであるDisrupt NYでAirHelpはGmailとの機能統合を発表した。これにより顧客はGmailアカウントでサービスに接続することが可能となると共に、航空機を利用した過去の旅程をAirHelp側が検索し、未請求の補償が顧客にいくらあるかを調べることができるようになった。
2014年5月、AirHelpは「Rackspace社後援」2014年スパーク賞を受賞したことがラスベガスで開催されたCollision Conferenceの第一回会議で発表された。同社の受賞は合計500社から選ばれた30を超える新会社を抑えこんでのものであった。AirHelpは1万ドルの賞金に加え、投資支援も勝ち取った。
また同月、AirHelpは北欧新規企業大賞でデンマークの年間大賞に選ばれた。
2015年10月、同社はエアヘルプ・スコアという航空会社の格付けシステムを公表した。このスコア格付けは「飛行機の遅延に対する補償請求に航空会社がどう対応しているか」に基づいている。